# Soas
Soas (en francès Soues) és un municipi francès situat al departament dels Alts Pirineus i a la regió d'Occitània.

## Demografia
| 1962                                       | 1968  | 1975  | 1982  | 1990  | 1999  | 2007  |
| ------------------------------------------ | ----- | ----- | ----- | ----- | ----- | ----- |
| 1.433                                      | 1.720 | 2.238 | 2.929 | 3.179 | 3.222 | 3.072 |
| Des de 1962: població sense dobles comptes |       |       |       |       |       |       |

## Administració
| Període   | Identitat                | Partit |
| --------- | ------------------------ | ------ |
| 1977-2001 | Michel Barrouquère-Theil | PCF    |
| 2001-     | Roger Lescoute           | PS     |